# Gabriel Christie
Gabriel Christie (* 29. November 1756 in Perryman, Harford County, Province of Maryland; † 1. April 1808 in Baltimore, Maryland) war ein US-amerikanischer Politiker. Zwischen 1793 und 1801 vertrat er zweimal den Bundesstaat Maryland im US-Repräsentantenhaus.

## Werdegang
Über Christies Jugend und Schulzeit ist nichts überliefert. Während des Unabhängigkeitskrieges diente er in einer Kompanie der Staatsmiliz von Maryland. Danach wurde er Mitglied des dortigen Abgeordnetenhauses. Politisch war er ein Gegner der Bundesregierung unter Präsident George Washington. Ende der 1790er Jahre schloss er sich der von Thomas Jefferson gegründeten Demokratisch-Republikanischen Partei an.
Bei den Kongresswahlen des Jahres 1792 wurde Christie im sechsten Wahlbezirk von Maryland in das damals noch in Philadelphia tagende US-Repräsentantenhaus gewählt, wo er am 4. März 1793 die Nachfolge von Upton Sheredine antrat. Nach einer Wiederwahl konnte er bis zum 3. März 1797 zwei Legislaturperioden im Kongress absolvieren. Bei den Wahlen des Jahres 1798 wurde er erneut im sechsten Distrikt seines Staates in den Kongress gewählt, wo er am 4. März 1799 William Matthews ablöste, der zwei Jahre zuvor sein Nachfolger geworden war. Bis zum 3. März 1801 konnte er eine weitere Amtszeit im Kongress verbringen. In dieser Zeit wurde die neue Bundeshauptstadt Washington, D.C. bezogen.
In den Jahren 1800, 1801 und 1806 war Gabriel Christie Mitglied im Gemeinderat von Havre de Grace. Danach war er bis zu seinem Tod Leiter der Steuerbehörde im Hafen von Baltimore, wo er am 1. April 1808 verstarb.